# Ulf Öjeman
Ulf Martin Öjeman, född 11 juni 1928 i Stockholm, död 14 oktober 2013 i Vendelsö, var en svensk direktör.
Öjeman blev juris kandidat vid Stockholms högskola 1950, tog examen från Handelshögskolan i Stockholm 1954, blev amanuens vid Ombudsmannaämbetet för näringsfrihetsfrågor 1954, redaktör vid Skattebetalarnas förening 1956, biträdande direktör 1961 och var verkställande direktör där 1963–1984. Han knöts därefter till Familjeföretagens skatteberedning.

### Fotnoter
1. ↑  Sveriges dödbok 1901–2013
2. ↑  Öjeman, Ulf i Vem är det 1969
3. ↑  Nytt skatteorgan för småföretagarna Svenska Dagbladet 29 december 1984